# Dixie Dregs
Dixie Dregs est un groupe américain de rock progressif, originaire d'Augusta, en Géorgie. Leur style musical, principalement instrumental, est un mélange de jazz, de rock sudiste, de bluegrass et de musique classique.

## Biographie

### Origines
The Dixie Dregs évoluent depuis un groupe d'Augusta, appelé Dixie Grit, formé par Steve Morse et Andy West en 1970. Le groupe fait participer le grand frère de Morse, Dave, à la batterie, Frank Brittingham (guitare et chant) et Johnny Carr (claviers). Carr est plus tard remplacé par Mark Parrish. Peu après l'engagement de Steve à l'University of Miami's School of Music en 1971, Dixie Grit se sépare. Morse et West continuent de jouer en duo sous le nom de Dixie Dregs.
En 1973, Steve Morse (guitare), Andy West (basse), Allen Sloan (violon) et Bart Yarnal (batterie) se rencontrent alors qu'ils sont étudiants de l'University of Miami's School of Music et jouent sous le nom de Rock Ensemble II. West étudiera aussi à la Georgia State University pendant un an. À cette période, l'University of Miami héberge une communauté musicale, qui comprendra les futurs Pat Metheny, Jaco Pastorius, Danny Gottlieb, T Lavitz et Bruce Hornsby. Rod Morgenstein cherchera un batteur pour remplacer  Yarnal, blessé après un accident de surf. En 1974, pendant l'UofM, le claviériste Frank Josephs est recruté. En 1975, leur premier album, The Great Spectacular est enregistré à l'Université. Pressé à 1 000 exemplaires, l'album est réédité en 1997 en format CD.

### Période Capricorn
L'existence du groupe se concrétise en 1975. Grâce à leur démo trois titres, ils attirent l'intérêt des membres Chuck Leavell et Twiggs Lyndon du Allman Brothers Band et signent au label Capricorn Records à la fin 1976 pour enregistrer Free Fall (1977). Steve Davidowski joue du clavier sur Free Fall. When Davidowski part pour travailler avec le fiddler Vassar Clements, et l'ex-claviériste de Dixie Grit/Dixie Dregs, Mark Parrish, rejoint le groupe plus tard dans l'année. La formation enregistre et publie What If, et tourne à New York, en Géorgie, Floride, Caroline du Sud et du Nord, Texas, Arizona, Massachusetts, Mississippi, et Californie.
Leur quatrième album, Night of the Living Dregs (avec Morse, West, Sloan, Parrish, et Morgenstein), est publié en avril 1979, et est nommé d'un Grammy Award,, remporté par le groupe de Paul McCartney, Wings.

### Période Arista
En octobre 1979, Capricorn Records fait faillite, et le groupe signe avec Arista Records en janvier 1980, pour trois albums. À cette période, Parrish part et est remplacé par T Lavitz. Plus tard dans l'année, Dregs of the Earth (avec Morse, West, Sloan, Lavitz, et Morgenstein) est publié.
Parrish partira jouer du piano et claviers pour Andy Williams, Roberta Flack, Natalie Cole, Luther Vandross, Peabo Bryson, Céline Dion, Regina Belle, Deborah Gibson, Pat Boone et sa fille Debby Boone, Glen Campbell et pour le guitariste Larry Coryell. Il remporte un Angel Award. Pour l'album Unsung Heroes, publié en 1981, le groupe devient The Dregs. Le violoniste Sloan est remplacé par Mark O'Connor pour la sortie de l'album Industry Standard en 1982 avant de se séparer.

### Retours
À la fin des années 1980, le groupe se réunit pour une tournée avec Morse, Morgenstein (ex-Winger), Lavitz et Sloan. Ce retour s'accompagne de la sortie d'un best-of intitulé Divided We Stand (1989). Le bassiste Dave LaRue s'ajoute à la tournée de sept dates culminant avec la sortie de l'album live Bring 'em Back Alive en 1992. Ils resignent avec le label Capricorn Records pour la sortie de l'album Full Circle en 1994.
Plus tard, le groupe réédite The Great Spectacular en avril 1997, et King Biscuit Flower Hour Presents en septembre. California Screamin' (2000) comprend un mélange de scènes live et de leur performance au Roxy Theatre en août 1999.
Le 3 juillet 2017, Rod Morgenstein annonce une tournée de réunion en février 2018. La tournée est jouée dès mars 2018.

## Membres
- Steve Morse - guitare (depuis 1971)
- Andy West - basse (1971-1992)
- Mark Parrish - claviers (1971-1980)
- Rod Morgenstein - batterie (depuis 1975)
- Allen Sloan, M.D. - violon (1975-1982)
- Frank Josephs - claviers (1975-1976)
- Steve Davidowski - claviers (1977-1978)
- T Lavitz - claviers (depuis 1980)
- Jordan Rudess - claviers (1994-1997)
- Mark O'Connor - violon (1982-1983)
- Jerry Goodman - violon (depuis 1992)
- Dave LaRue - basse (depuis 1992)

## Discographie
- 1975 : The Great Spectacular  (réédité en 1997)
- 1977 : Free Fall
- 1978 : What If
- 1979 : Night of the Living Dregs
- 1980 : Dregs of the Earth
- 1980 : Unsung Heroes
- 1982 : Industry Standard
- 1989 : Divided We Stand
- 1992 : Bring 'Em Back Alive
- 1994 : Full Circle
- 1997 : King Biscuit Flower Hour Presents
- 2000 : California Screamin'
- 2002 : 20th Century Masters: The Best Of The Dixie Dregs

## Vidéographie
- 2002 : Sects, Dregs and Rock 'n' Roll (DVD)
- 2005 : Live at Montreux Jazz Festival 1978